# Krasnooktiabrskij (obwód kirowski)
Krasnooktiabrskij (ros. Краснооктябрьский) – osiedle w Rosji, w obwodzie kirowskim, w rejonie kumiońskim. W 2010 liczyło 917 mieszkańców.